# Les Lèves-et-Thoumeyragues
Les Lèves-et-Thoumeyragues ist eine französische Gemeinde mit 558 Einwohnern (1. Januar 2022) im Département Gironde in der Region Nouvelle-Aquitaine.

## Geografie
Les Lèves-et-Thoumeyragues liegt drei Kilometer südwestlich von Pineuilh, nah dem Fluss Dordogne im Weinbaugebiet Sainte-Foy-Bordeaux.

## Bevölkerungsentwicklung
| Jahr      | 1962 | 1968 | 1975 | 1982 | 1990 | 1999 | 2006 | 2017 |
| Einwohner | 676  | 669  | 599  | 555  | 503  | 543  | 530  | 557  |

## Sehenswürdigkeiten
- Kirche Notre Dame
- Kirche Saint-Pierre (siehe auch: Liste der Monuments historiques in Les Lèves-et-Thoumeyragues)